# Sweep of Days
Sweep of Days er det andet fuldlængde album udgivet af den danske alternative rockgruppe Blue Foundation. Det blev udgivet i 2004 af Virgin Music Denmark/EMI.
Indspilningssessionerne fandt sted i København fra 2001 til 2004. Produktion blev håndteret af Blue Foundations medlemmer Tobias Wilner og Bo Rande. 
I 2001 påbegyndte Tobias Wilner arbejdet på gennembrudsalbummet Sweep Of Days med Bo Rande som co-producer. Albummet blev færdiggjort i samarbejde med de andre medlemmer og udkom i 2004 på Virgin Records. Albummet består af 13 sange. Den sidste sang er unavngivet. Blue Foundation opnåede sit gennembrud med albummet Sweep Of Days, der indeholder hits som As I Moved On, Bonfires og End of the Day. Albummet inkluderer også duetten Sweep med MC Jabber og Kirstine Stubbe Teglbjærg, som medvirkede i Michael Manns Miami Vice i 2006.

Alle sangmelodier er skrevet af Kirstine Stubbe Teglbjærg, Tobias Wilner, Scott Martingell, Spikey Te og MC Ill-Bosstino på Sweep Of Days. Alle tekster af Kirstine Stubbe Teglbjærg, Scott Martingell, Spikey Te og MC Ill-Bosstino.
Tobias Wilner og Bo Rande er krediteret for størstedelen af alle instrumenterne på Sweep of Days’ med undtagelse af Tatsuki Oshima for turntable manipulation, Sune Martin for bas på 5 sange og Christoffer Olsson for cello. Kirstine Stubbe Teglbjærg er krediteret for lead vokal på 8 sange og Scott Martingell på 3 sange. Engelske Spikey Te og Japanske MC Ill-Bosstino er krediteret som gæster. Albummet er indspillet af Tobias Wilner og mikset af Rene Cambony og Tobias Wilner i Grapehouse Studio i København. Sweep of Days er mastereret af Simon Davey i The Exchange Studio i London. Album coveret er lavet af Satoru Inoue og Jacob Wildschiødtz.
Sweep of Days er blevet kaldt et hovedværk inden for dansk elektronisk musik. 
Blue Foundation modtog en Danish Music Award for Sweep of Days, og Tobias Wilner og Bo Rande modtog en Steppeulv for produktionen af albummet i 2005.
 Albummet, der opnåede guldsalg, blev yderligere nomineret til adskillige priser.

## Spor
1. History
2. As I Moved On
3. End of the Day (Silence)
4. Ricochet
5. 2:17 AM
6. Embers
7. Bonfires
8. The Yellow Man
9. Shine
10. Save This Town
11. Sweep
12. My Day
13. (Ukendt Title)

## References
1. ↑  "Blue Foundation på Miami Vice lydspor". Dagbladet Information.
2. ↑  "Blue Foundation - Sweep Of Days". Discogs.
3. ↑  "Blue Foundation: SWEEP OF DAYS lydspor". Jyllands Posten.
4. ↑  "Bdma05 - Danish Music Awards". DR.